# Sirenoscincus yamagishii
Sirenoscincus yamagishii là một loài thằn lằn trong họ Scincidae. Loài này được Sakata & Hikida mô tả khoa học đầu tiên năm 2003.

## Hình ảnh

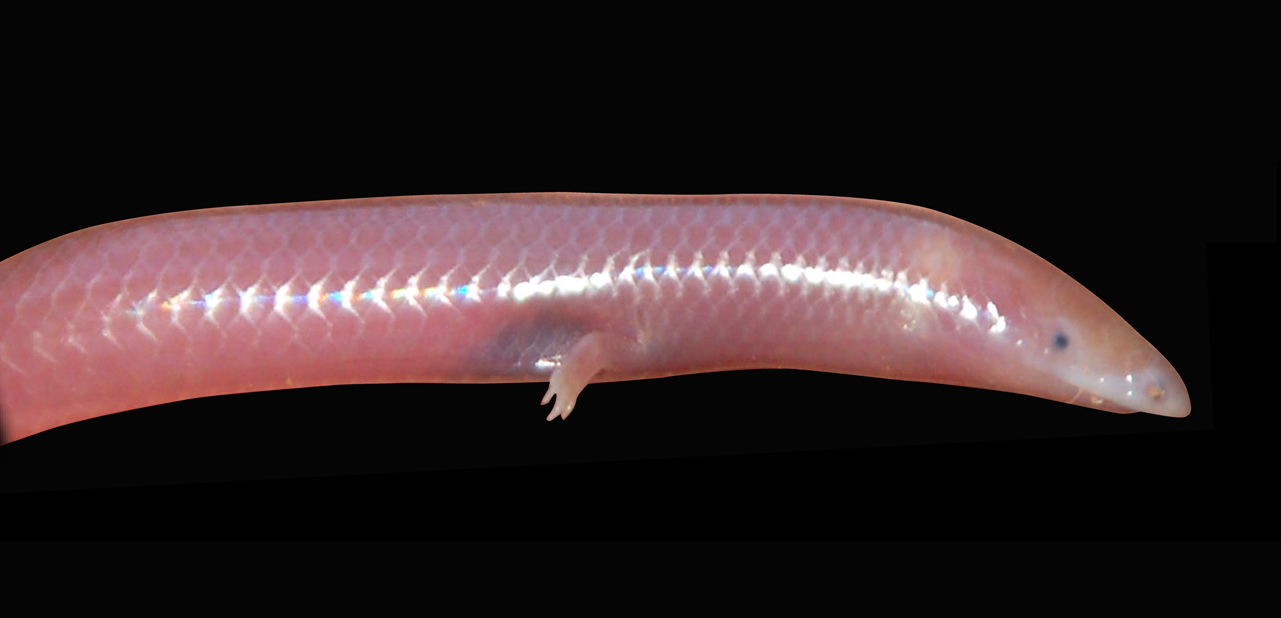